# Мадагаскарська черепаха дзьобогруда
Мадагаскарська черепаха дзьобогруда (Astrochelys yniphora) — вид черепах з роду Мадагаскарські черепахи родини Суходільні черепахи. Місцева назва «ангонока».

## Опис

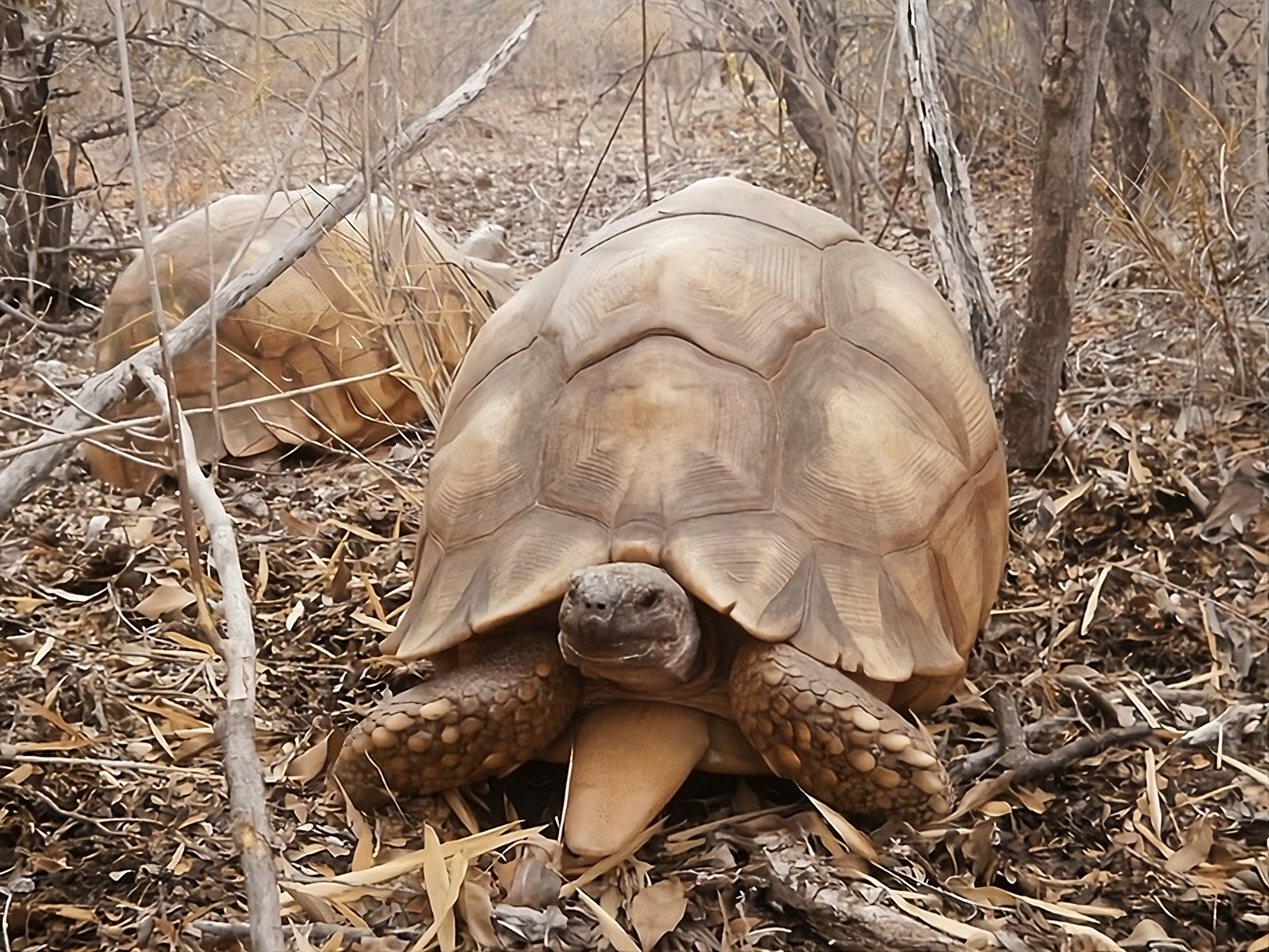
Дика особина.

Загальна довжина карапаксу досягає 44,6-48 см, ваги — 10—19 кг. Спостерігається статевий диморфізм: самці значно більші та важчі за самиць. Панцир дуже високий з різко пластроном, що виділяється вперед. Це допомагає тварині пересуватися у густих заростях. Відмінною особливістю є наявність у дорослих самців своєрідного «дзьоба», або кіля, що «виростає» з горлових щитків, розташованих на пластроні. Це утворення виконує важливу роль у процесі розмноження виду.
Карапакс м'яко-коричневого кольору з чітким димчасто-жовтим зірчастим малюнком. Молоді особини відрізняються більш яскравим забарвленням, присутністю слабко виражених променів на карапаксі та каштановою облямівкою щитків.

## Спосіб життя
Полюбляє узбережжя у бамбукових та сухих листяних лісах, розріджені сухі чагарники з відкритими сонцю лісовими ділянками, антропогенні трав'янисті савани, зони напіввологого і тропічного клімату. З травня по жовтень під час посушливого періоду активність різко падає. Вони не риють нори у ґрунті, а шукають притулок у густих заростях чагарнику. Харчується свіжим листям, зокрема бобовими, й трав'янистою рослинністю.
Статева зрілість настає у природі у віці 20 років, у неволі — у 12 років. Сезон парування триває з жовтня до лютого, досягаючи піку у листопаді—грудні. Прелюдією до розмноження є характерні турніри (бійки) між самцями. Самці зближуються і намагаються своїми «дзьобами» на пластроні перекинути супротивника. Самець, який перевернув суперника — направляється до самиці, а переможений відступає.
Самиці відкладають 2—6 білих сферичних яєць діаметром 42—47 мм й вагою 40,5—50 г. За сезон буває до 7 кладок. Яйця відкладаються у заглиблення, самиця закопує їх у ґрунт на глибину до 11 см. Інкубаційний період триває від 168 до 296 днів в залежності від температури інкубації.
За різними відомостями у природі залишилося від 400 до 1000 цих черепах.

## Розповсюдження
Мешкає на узбережжі затоки Балі на північному заході о. Мадагаскар.